# 제73회 영국 아카데미 영화상
제73회 영국 아카데미 영화상은 2019년 한해 영국 극장에서 공개된 영화·다큐멘터리 작품을 대상으로 수상된다. 영국 영화 텔레비전 예술 아카데미가 주관하여 총 25개 부문을 시상한다. 시상식은 영국 현지 시각으로 2020년 2월 2일 런던 로열 앨버트 홀에서 열린다. 시상식 진행자는 그레이엄 노턴이다.
최다 후보 작품은 《조커》로, 총 11개 부문에 후보로 올랐다. 최다 수상 작품은 《1917》로, 작품상과 감독상을 포함해 총 7개 부문에서 수상했다.

## 수상 및 후보
후보자와 후보작은 2020년 1월 7일 공개되었다. 수상자는 최상단의 굵은 글씨로 강조된 작품이다.
| 작품상 | 감독상 |
| --- | --- |
| - 《1917》 - 피파 해리스, 캘럼 맥두걸, 샘 멘데스, 제인앤 텡그런 - 《아이리시맨》 - 로버트 드니로, 제인 로즌솔, 마틴 스코세이지, 에마 틸린저 코스코프 - 《조커》 - 브래들리 쿠퍼, 토드 필립스, 에마 틸린저 코스코프 - 《원스 어폰 어 타임 인 할리우드》 - 데이비드 헤이먼, 섀넌 매킨토시, 쿠엔틴 타란티노 - 《기생충》 - 봉준호, 곽신애                                                                                             | - 샘 멘데스 - 《1917》 - 봉준호 - 《기생충》 - 토드 필립스 - 《조커》 - 마틴 스코세이지 - 《아이리시맨》 - 쿠엔틴 타란티노 - 《원스 어폰 어 타임 인 할리우드》 |
| 남우주연상 | 여우주연상 |
| - 호아킨 피닉스 - 《조커》의 아서 플렉 역 - 레오나르도 디카프리오 - 《원스 어폰 어 타임 인 할리우드》의 릭 돌턴 역 - 애덤 드라이버 - 《결혼 이야기》의 찰리 바버 역 - 태런 에저턴 - 《로켓맨》의 엘튼 존 역 - 조너선 프라이스 - 《두 교황》의 교황 프란치스코 역 | - 러네이 젤위거 - 《주디》의 주디 갈런드 역 - 제시 버클리 - 《와일드 로즈》의 로즈 린 할런 역 - 스칼렛 요한슨 - 《결혼 이야기》의 니콜 바버 역 - 세어셔 로넌 - 《작은 아씨들》의 조 마치 역 - 샤를리즈 테론 - 《밤쉘》의 메긴 켈리 역 |
| 남우조연상 | 여우조연상 |
| - 브래드 피트 - 《원스 어폰 어 타임 인 할리우드》의 클리프 부스 역 - 톰 행크스 - 《어 뷰티풀 데이 인 더 네이버후드》의 프레드 로저스 역 - 앤서니 홉킨스 - 《두 교황》의 베네딕토 16세 역 - 알 파치노 - 《아이리시맨》의 지미 호파 역 - 조 페시 - 《아이리시맨》의 러셀 부팔리노 역 | - 로라 던 - 《결혼 이야기》의 노라 팬쇼 역 - 스칼렛 요한슨 - 《조조 래빗》의 로지 베츨러 역 - 플로렌스 퓨 - 《작은 아씨들》의 에이미 마치 역 - 마고 로비 - 《밤쉘》의 케일라 포스피실 역 - 마고 로비 - 《원스 어폰 어 타임 인 할리우드》의 샤론 테이트 역 |
| 각본상 | 각색상 |
| - 한진원, 봉준호 - 《기생충》 - 노아 바움백 - 《결혼 이야기》 - 수재나 포글, 에밀리 핼펀, 세라 해스킨스, 케이티 실버먼 - 《북스마트》 - 라이언 존슨 - 《나이브스 아웃》 - 쿠엔틴 타란티노 - 《원스 어폰 어 타임 인 할리우드》 | - 타이카 와이티티 - 《조조 래빗》 - 앤서니 매카튼 - 《두 교황》 - 그레타 거윅 - 《작은 아씨들》 - 토드 필립스, 스콧 실버 - 《조커》 - 스티븐 제일리언 - 《아이리시맨》 |
| 촬영상 | 신인 작가·감독·제작자상 |
| - 《1917》 - 로저 디킨스 - 《아이리시맨》 - 로드리고 프리에토 - 《조커》 - 로런스 셔 - 《포드 V 페라리》 - 페돈 파파미하엘 - 《라이트하우스》 - 재린 블래슈키 | - 마크 젱킨(작가, 감독) 케이트 바이어스, 린 웨이트(제작자) - 《베이트》 - 와드 카팁(감독, 제작자), 에드워드 와츠(제작자) - 《사마에게》 - 앨릭스 홈스(감독) - 《첫 항해》 - 해리 우틀리프(작가, 감독) - 《온리 유》 - 알바로 델가도아파리시오(작가, 감독) - 《레타블로》 |
| 영국 영화상 | 다큐멘터리상 |
| - 《1917》 - 샘 멘데스, 피파 해리스, 제인앤 텡그런, 캘럼 맥두걸, 크리스티 윌슨케언스 - 《베이트》 - 마크 젱킨, 케이트 바이어스, 린 웨이트 - 《사마에게》 - 와드 하팁, 에드워드 와츠 - 《로켓맨》 - 덱스터 플레처, 애덤 볼링, 데이비드 퍼니시, 데이비드 리드, 매슈 본, 리 홀 - 《미안해요, 리키》 - 켄 로치, 리베카 오브라이언, 폴 래버티 - 《두 교황》 - 페르난두 메이렐리스, 조너선 아이릭, 댄 린, 트레이시 수어드, 앤서니 매카튼 | - 《사마에게》 - 와드 카팁, 에드워드 와츠 - 《아메리칸 팩토리》 - 스티븐 보그나, 줄리아 라이카트 - 《아폴로 11》 - 토드 더글러스 밀러 - 《디에고》 - 아시프 카파디아 - 《거대한 해킹》 - 카림 아메르, Jehane Noujaim |
| 음악상 | 음향상 |
| - 《조커》 - 힐뒤르 그뷔드나도티르 - 《1917》 - 토머스 뉴먼 - 《조조 래빗》 - 마이클 자키노 - 《작은 아씨들》 - 알렉상드르 데스플라 - 《스타워즈: 라이즈 오브 스카이워커》 - 존 윌리엄스 | - 《1917》 - 스콧 밀란, 올리버 타니, 레이철 테이트, 마크 테일러, 스튜어트 윌슨 - 《조커》 - 토드 메이틀랜드, 앨런 로버트 머리, 톰 오재닉, 딘 주파치치 - 《포드 V 페라리》 - 데이비드 잔마르코, 폴 매시, 스티브 A. 모로, 도널드 실베스터 - 《로켓맨》 - 매슈 콜린지, 존 헤이스, 마이크 프레스트우드 스미스, 대니 시핸 - 《스타워즈: 라이즈 오브 스카이워커》 - 데이비드 어코드, 앤디 넬슨, 크리스토퍼 스카라보시오, 스튜어트 윌슨, 매슈 우드 |
| 미술상 | 시각효과상 |
| - 《1917》 - 데니스 그래스너, 리 산달레스 - 《아이리시맨》 - 밥 쇼, 레지나 그레이브스 - 《조조 래빗》 - 라 빈센트, 노라 솝코바 - 《조커》 - 마크 프리드버그, 크리스 모런 - 《원스 어폰 어 타임 인 할리우드》 - 바버라 링, 낸시 헤이그 | - 《1917》 - 그레그 버틀러, 기욤 로슈롱, 도미닉 투이 - 《어벤져스: 엔드게임》 - 댄 덜루, 댄 수딕 - 《아이리시맨》 - 레안드로 에스테베코레나, 스테판 그라블리, 파블로 엘만 - 《라이온 킹》 - 앤드루 R. 존스, 로버트 레가토, 엘리엇 뉴먼, 아담 발데스 - 《스타워즈: 라이즈 오브 스카이워커》 - 로저 가이엣, 폴 캐버나, 닐 스캔런, 도미닉 투이                                                                                                 |
| 의상상 | 분장상 |
| - 《작은 아씨들》 - 재클린 듀랜 - 《아이리시맨》 - 크리스토퍼 피터슨, 샌디 파월 - 《조조 래빗》 - 마예스 루베오 - 《주디》 - 자니 테밈 - 《원스 어폰 어 타임 인 할리우드》 - 아리안 필립스 | - 《밤쉘》 - 비비언 베이커, 쓰지 가즈히로, 앤 모건 - 《1917》 - 나오미 돈 - 《조커》 - 케이 조지우, 니키 리더먼 - 《주디》 - 제러미 우드헤드 - 《로켓맨》 - 리지 야니 조지우 |
| 편집상 | 외국어 영화상 |
| - 《포드 V 페라리》 - 마이클 매커스커, 앤드루 버클런드 - 《아이리시맨》 - 셀마 스쿤메이커 - 《조조 래빗》 - 톰 이글스 - 《조커》 - 제프 그로스 - 《원스 어폰 어 타임 인 할리우드》 - 프레드 래스킨 | - 《기생충》 - 봉준호 - 《페어웰》 - 룰루 왕, 다니엘레 멜리아 - 《사마에게》 - 와드 하팁, 에드워드 와츠 - 《페인 앤 글로리》 - 페드로 알모도바르, 아구스틴 알모도바르 - 《타오르는 여인의 초상》 - 셀린 시아마, 베네딕트 쿠브뢰르 |
| 애니메이션 영화상 | 단편 애니메이션 영화상 |
| - 《클라우스》 - 세르히오 파블로스, 힝코 고토 - 《겨울왕국 2》 - 크리스 벅, 제니퍼 리, 피터 델베코 - 《숀더쉽 더 무비: 꼬마 외계인 룰라!》 - 윌 베커, 리처드 펠런, 폴 큘리 - 《토이 스토리 4》 - 조시 쿨리, 마크 닐슨 | - Granddad Was A Romantic. - 마리암 모하이에르 - In Her Boots - 캐스린 스타인바커 - The Magic Boat - 나만 아자리, 릴리아 로럴 |
| 영국 단편 영화상 | 캐스팅상 |
| - Learning to Skate In a Warzone (If You're a Girl) - 캘러 다이싱어, 옐레나 안드레이체바 - Azaar - 미리암 라야, 너새니얼 베어링 - Goldfish - 헥터 도크릴, 하리 카말라나탄, 베네딕트 턴불, 로라 도크릴 - Kamali - 사샤 레인보우, 로절린드 크로드 - The Trap - 리나 헤디, 앤서니 피츠제럴드 | - 《조커》 - 셰이나 마코위츠 - 《결혼 이야기》 - 더글러스 에이블, 프랜신 메이즐러 - 《원스 어폰 어 타임 인 할리우드》 - 빅토리아 토머스 - 《더 퍼스널 히스토리 오브 데이비드 코퍼필드》 - 세라 크로 - 《두 교황》 - 니나 골드 |
| EE 신예 스타상 | |
| - 마이클 워드 - 아콰피나 - 잭 로든 - 케이틀린 디버 - 켈빈 해리슨 주니어 | |

## 수상 특이 사항

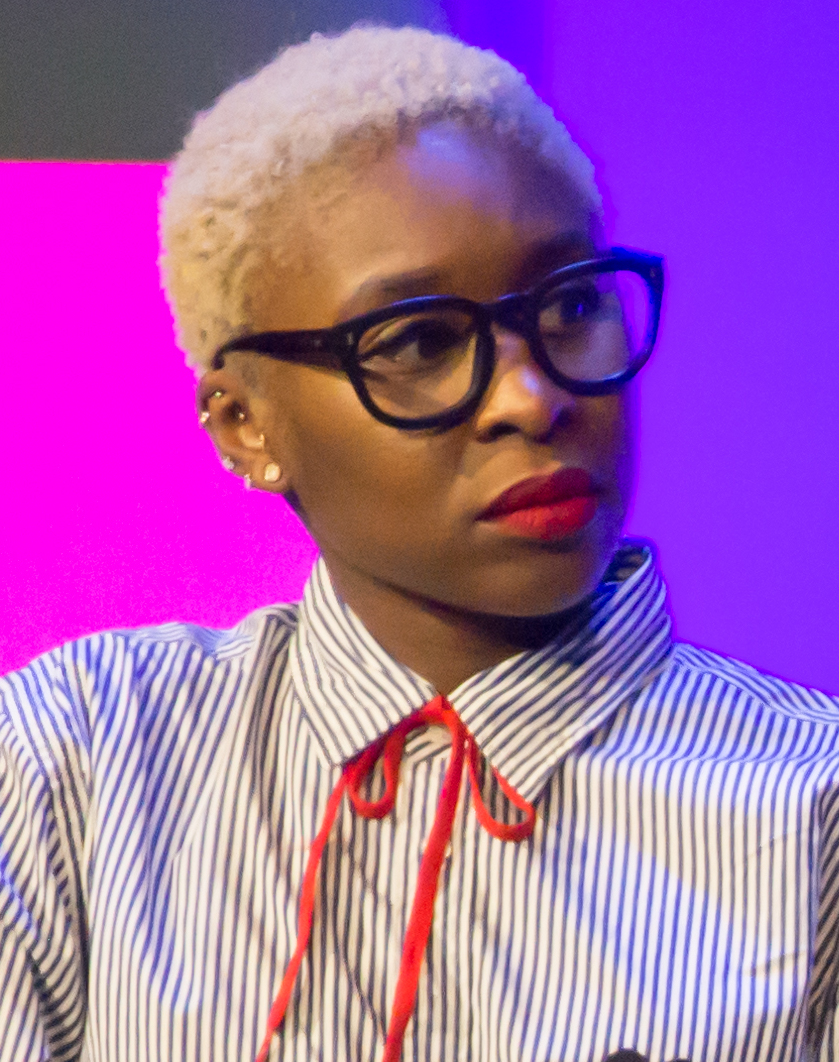
신시아 어리보.

대한민국에서는 영화 《기생충》이 작품상, 감독상, 각본상, 외국어영화상 4개 부문 후보에 올라 주목을 받았다. 수상 결과, 각본상과 외국어 영화상 2개 부문에서 수상했다. 대한민국 영화가 영국 아카데미 영화상에 후보로 오른것은 2017년 《아가씨》의 외국어 영화상 후보 지명 이후 처음이며, 또한 《아가씨》에 이어 두 번째로 외국어 영화상을 수상하였다. 봉준호 감독은 각본상 수상 소감으로 '예상 못했다. 외국어로 쓰여진 시나리오인데, 제가 쓴 대사와 장면들을 화면에 펼쳐준 배우들에게 감사하고 그들의 연기가 만국공통어임을 확인한다'라고 말했다.
같은 해 치러지는 제92회 아카데미상과 마찬가지로, 73회 영국 아카데미상 또한 후보 공개 이후 선정이 백인 위주로 이루어졌다는 비판을 여론과 SNS로부터 받았다. 특히 백인 배우인 마고 로비와 스칼렛 요한슨은 중복 선정된 반면 신시아 어리보, 에디 머피 등의 흑인 배우들은 후보가 되지 못한 점, 골든 글로브 여우주연상을 수상한 아콰피나가 시청자 투표로 선정되는 신예 스타상 후보에 그친 점 등이 지적되었다. 《해리엇》에 출연했던 신시아 어리보의 경우 후보에는 선정하지 않았으면서 시상식 때 뮤지컬 공연을 요청한 사실이 드러나면서 여론의 불만스러운 시선이 있었다. 아카데미 집행위원장 마크 새뮤얼슨은 "다양성이 부족한 점에 대해서는 유감이지만, 우리가 원하는 만큼 업계가 진보적이지 못하다"라고 대변하였다.

## 같이 보기
- 제77회 골든 글로브상
- 제92회 아카데미 시상식